# 板門館
板門館（：／）是一處於朝鮮半島板門店北方，由朝鲜民主主义人民共和国所興建的建築物，讓南北領導人直接對話和兩國進行外交活動的地方，自1985年至2024年間稱統一閣（：／）。

## 简介
原名統一閣，建於1985年，樓高兩層，是朝韓兩國進行對話以及朝鮮軍事人員工作時所使用的空間。南韓興建有和平之家與之對望。
2018年5月26日，南北领导人在此進行第4次首腦會晤。

## 更名
北韓因應放棄統一的方針，於2024年8月將「統一閣」的匾額拆除，同時更名爲「板門館」並掛出新匾額。